# Xysticus torsivoides
Xysticus torsivoides là một loài nhện trong họ Thomisidae.
Loài này thuộc chi Xysticus. Xysticus torsivoides được miêu tả năm 1995 bởi Da-xiang Song & Zhu.